# Tafa
De tafa (Phascogale tapoatafa) is een roofbuideldier uit het geslacht van de penseelstaartbuidelmuizen. De wetenschappelijke naam van de soort werd voor het eerst geldig gepubliceerd door Friedrich Albrecht Anton Meyer in 1793.

## Kenmerken
De tafa is een ratachtig buideldier met een puntige bek en een op een fles lijkende borstel van lange zwarte haren op de staart. Deze borstel bedekt twee derde van de staart. De haren zijn tot 55 mm lang en worden opgezet als het dier opgewonden is. De bovenkant van het lichaam is grijs, de onderkant wit. De oren en ogen zijn groot. De kop-romplengte bedraagt 150 tot 260 mm, de staartlengte 165 tot 235 mm en het gewicht 110 tot 310 g.

## Leefwijze
Deze soort is 's nachts actief, is solitair en schuw en eet naast geleedpotigen ook andere ongewervelden, kleine gewervelden en nectar. Het is een beweeglijk, snel dier dat in bomen klimt om aan eten te komen. De tafa bouwt een nest van boombast, veren en vacht. In een periode van drie weken tussen midden mei en begin juli wordt er gepaard, waarna alle mannetjes sterven. Vrouwtjes kunnen daarentegen wel drie jaar oud worden. Na een draagtijd van 30 dagen worden er zes (West-Australië) of zeven tot acht (overige populaties) jongen geboren.

## Voorkomen
De soort komt voor in Australië, in een aantal geïsoleerde populaties bij de oost-, noord- en zuidwestkust in verschillende soorten bos. Deze soort is zeldzaam en wordt op veel plaatsen bedreigd; de populatie in het zuidwesten van West-Australië telt de meeste dieren.

## Ondersoorten
De tafa heeft de volgende ondersoorten:
- Phascogale tapoatafa tapoatafa (Meyer, 1793) – komt voor in oostelijk Australië.
- Phascogale tapoatafa kimberleyensis Aplin & Rhind, 2015 – komt voor in de Kimberley, in noordelijk West-Australië.
- Phascogale tapoatafa wambenger Aplin & Rhind, 2015 – komt voor in zuidwestelijk West-Australië.

Phascogale pirata werd tot 2015 soms als ondersoort van de tafa gerekend maar sindsdien is het een aparte soort gebleken.
Kleine penseelstaartbuidelmuis (Phascogale calura) · Phascogale pirata · Tafa (Phascogale tapoatafa)